# Берлинский пончик
Берлинский пончик (нем. Berliner Pfannkuchen — букв. «берлинский сковородный пирог, берлинский блинчик», также берли́нер нем. Berliner) — популярный в Германии и Австрии обжаренный в масле пончик среднего размера из сладкого дрожжевого теста с начинкой из конфитюра (обычно клубничного или сливового) или, реже, крема. Встречаются региональные варианты: в Швабии и Франконии — с пастой из шиповника, в Баварии, Австрии и Южном Тироле — с абрикосовым джемом. В северных землях Германии встречается берлинер с заварным или ванильным кремом. Именно такой пончик называется берлинером в США, где он очень популярен.
Сверху берлинский пончик посыпан сахарной пудрой или полит сахарной глазурью. Берлинский пончик в Германии является традиционным угощением в новогоднее время и на карнавал, когда для розыгрыша в начинке можно обнаружить горчицу, карри, соевый соус, соус чили и даже вату.
По легенде берлинский пончик был изобретён в 1756 году неким берлинским кондитером, мечтавшим служить в артиллерии Фридриха Великого. Хотя кондитер не сумел проявить себя должным образом на военном поприще, он был оставлен при полку полевым пекарем. В благодарность за это «артиллерийский пекарь» в отсутствие печи придумал жарить круглые пушечные ядра из дрожжевого теста в масле на открытом огне. Пончики получили распространение в Берлине, где продавались с лотков. Когда и кем было придумано начинять берлинские пончики конфитюром, неизвестно.